# 2MASS J15111466+0607431
2MASS J15111466+0607431 ist ein vermuteter spektroskopischer Doppelstern, bestehend aus einem L- und einem T-Zwerg. Er liegt im westlichen Teil des Sternbilds Schlange (Serpens), welches auch als Serpens Caput bezeichnet wird. Es wird vermutet, dass die bei diesem System festgestellte Variabilität auf die hellere der beiden Komponenten zurückgeht.

## Weblink
- 2MASS J15111466+0607431. In: SIMBAD. Centre de Données astronomiques de Strasbourg